# Efraín Rojas Acevedo
Efraín Rojas Acevedo (Bogotá, 4 de marzo de 1884 - ibidem, 13 de febrero de 1960) fue un militar colombiano.

## Biografía
Nació en Bogotá, hijo del general José A. Rojas Berbeo y de Dominga Acevedo Vallarino. Ingresó al Ejército y en febrero de 1902, fue nombrado teniente ayudante del II Batallón de Línea de la División Marroquín, durante la guerra de los Mil Días.
Con el fin de la guerra civil, y la reforma militar de 1907 que implementó el presidente Rafael Reyes que reorganizó el ejército y restableció la escuela militar para oficiales, Rojas ingresó como oficial alumno de la restablecida Escuela Militar de Cadetes ese mismo año. Pronto después fue nombrado como el segundo comandante del Batallón Modelo. En 1909 hizo el curso de aplicación de la Escuela de Guerra y en 1916, el de Estado Mayor.
Fue jefe de la sección de Aviación Militar del Ministerio de Guerra. Con el fin de la hegemonía conservadora en 1930 con la elección del nuevo  presidente Enrique Olaya Herrera y su gobierno liberal, el coronel Rojas fue retirado del servicio activo mediante una purga de oficiales de afiliación conservadora en 1932. 

### Conflicto Amazónico
Al momento de estallar guerra colombo-peruana en la Amazonia colombiana, Rojas fue llamado nuevamente al servicio activo y ascendido a general y nombrado comandante de la Segunda Brigada del Ejercito Nacional en Barranquilla. El presidente Enrique Olaya Herrera decidió nombrarlo como comandante de le segunda expedición colombiana a la Amazonia conocida como el Destacamento Amazonas y estableció su mando y su estado mayor a bordo del buque Boyacá. 
Con la salida del general Vázquez Cobo del frente, el general Rojas asumió el mando total del Destacamento Amazonas y de la demás unidades quienes se encontraban en Tarapacá.
Se desempeñó como agregado militar ante la embajada de Colombia en Chile, Estados Unidos y Brasil. Comandante de la Segunda Brigada del Ejército; Inspector General de las Fuerzas Militares; Secretario General del Ministerio de Guerra, y Edecán Presidencial en gira por los países bolivarianos. Se retiró del servicio activo el 3 de noviembre de 1939, en el grado de General. Fue el primer Comandante de la primera Escuela de Aviación Militar funcionó en Flandes (Tolima).

## Reconocimientos
En junio de 1935 obtuvo la Orden de Boyacá en la categoría de Gran Oficial.

## Obras
Realidad y ensueño: poesías inéditas (1957).

## Homenajes
El Ejército Nacional de Colombia honra su memoria con el Batallón de Infantería Motorizado N°43 'Efraín Rojas Acevedo'.
Curso militar General Efraín Rojas Acevedo.